# The Fight
"The Fight" é o sexto episódio da segunda temporada da série de televisão estadunidense The Office, o décimo segundo no geral. Foi dirigido por Ken Kwapis, escrito por Gene Stupnitsky e Lee Eisenberg. Foi ao ar originalmente em 1 de novembro de 2005 nos Estados Unidos, pela NBC. Teve como convidado especial Lance Krall, que interpretou o papel do sensei Ira Glicksberg.
A série retrata a vida cotidiana dos funcionários da filial da empresa de papel Dunder Mifflin em Scranton. Neste episódio, Michael Scott (Steve Carell), depois de ficar envergonhado pelas habilidades de luta de Dwight Schrute (Rainn Wilson), se envolve em uma luta de caratê com ele durante o almoço. Enquanto isso, Jim Halpert (John Krasinski) e Pam Beesly (Jenna Fischer) têm um desentendimento.
"The Fight" era referido como "Karate" e "The Dojo" pela equipe devido a muitas cenas que apresentavam a luta. Muitos membros do elenco tinham experiência em artes marciais. O episódio recebeu avaliações amplamente positivas dos críticos e foi visto por 7,9 milhões de telespectadores.

## Sinopse
É o único dia do ano em que Michael Scott tem três conjuntos de documentos para assinar e entregar. Para procrastinar, faz Ryan Howard atualizar as informações de contato de emergência da equipe. Quando ele consegue o número do estagiário, constantemente faz trotes imitando pessoas famosas.
Jim Halpert descobre que Dwight Schrute é um aluno de caratê, com faixa roxa. Ele então incita o gerente regional e o colega a uma luta, para mostrarem suas habilidades. Dwight atinge Michael com dois socos no estômago, fazendo com que o perdedor se isole em sua sala. Jim promete comprar para Pam Beesly um saco de batatas fritas em troca dela incentivar novamente Michael, levando a uma revanche na hora do almoço. Todos os funcionários então se dirigem até um dojô. No local, Pam fica envergonhada com as brincadeiras de Jim e o interrompe.
A luta é composta por provocações infantis e Michael sai vitorioso, o que leva Dwight a removê-lo como contato de emergência e incluir o hospital. Para mantê-lo feliz, Michael muda Dwight do cargo de "assistente do gerente regional" para "gerente assistente regional", embora avise para não divulgar a promoção (que não existe). Enquanto isso, Toby Flenderson, Angela Martin e Stanley Hudson realizam o trabalho do gerente, falsificando a assinatura nos documentos. Na saída, Jim entrega a Pam o saco de batatas fritas sem que nenhum dos dois se olhe.

## Produção

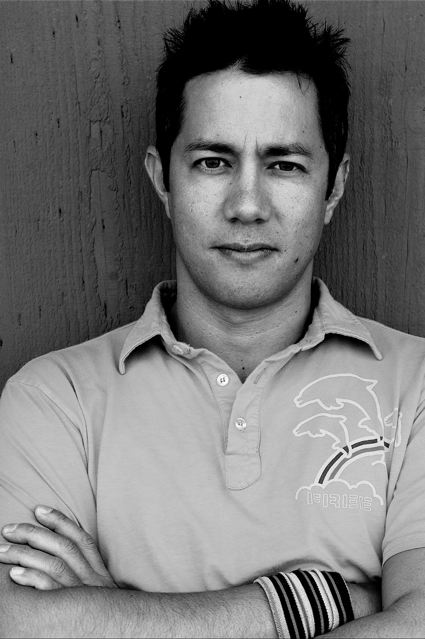
O ator e comediante Lance Krall foi a estrela convidada do episódio.

"The Fight" foi escrito por Gene Stupnitsky e Lee Eisenberg, enquanto Ken Kwapis assumiu o cargo de diretor. Essa foi a quinta vez que Kwapis oculpa essa função e o primeiro roteiro de Stupnitsky e Eisenberg. A gravação teve como convidado especial o comediante e ator Lance Krall, que interpretou o sensei Ira Glicksberg. B. J. Novak, que interpreta Ryan Howard na série, revelou que quando estava sendo filmado, a maioria da equipe chamava o episódio de "Karate" ou "O Dojo", já que "as cenas mais memoráveis envolvem a luta". Ele explicou que o tema principal eram os efeitos da procrastinação "levada ao enésimo grau", mas acredita que a gravação ficou lembrada por "Steve Carell e Rainn Wilson darem chutes um no outro".
Vários membros do elenco tinham experiência em artes marciais. Rainn Wilson estudava caratê e é faixa amarela. Krall é faixa preta em taekwondo. Uma das atrizes que interpretou uma aluna do dojô também era faixa preta, mas aparece usando a branca. Posteriormente, ela lamentou ter suas habilidades ocultadas, mas comemorou que a cena dela chutando um objeto segurado por Dwight foi incluída. Durante as gravações, o capacete de proteção que Wilson usava realmente o cortou.
Em muitas cenas, os integrantes da equipe saíram dos personagens e deram risada. Jenna Fischer lembra que teve que refazer o trecho que Ryan revela que está trabalhando em contatos de emergência "cerca de 20 vezes". Além disso, observou que ela e John Krasinski continuaram rindo "cerca de um milhão de vezes" durante o confronto na cozinha entre Michael e Dwight. No dojô, o diretor de fotografia Randall Einhorn e Krall "perderam o controle" quando o gerente imobilizou seu adversário. De fato, o ator aparece rindo na sua cena final.
Os DVDs da segunda temporada contêm várias cenas deletadas desse episódio. Trechos notáveis incluem o sensei de Dwight repreendendo ele por trazer seu pager ao dojô, Angela tentando descobrir quem comeu seu pudim e Ira revelando que seu senpai não é Dwight, mas uma garota pré-adolescente chamada Alyssa.